# Arts Tower
L'Arts Tower est un gratte-ciel de la ville de Panama, au Panama.

## Historique
Construit entre 2008 et 2013, cette tour fait partie du luxueux complexe résidentiel « YooPanama Inspired by Starck » composé de deux copropriétés avec vue sur la mer ou la ville. Les intérieurs sont conçus par le célèbre YOO de Philippe Starck. 
Il est situé sur l'Avenue Balboa (es).